# 魔女の恋人
『魔女の恋人』は、水薙竜による日本のファンタジー漫画作品。スクウェア・エニックスの『月刊ビッグガンガン』で、2013年2月25日発売のVol.03に「シガレットアンソロジー」の1作品として掲載された。
作者の別漫画『ウィッチクラフトワークス』の登場人物、火々里かざねとクロノワールシュヴァルツ・シックスの出会いと交流を描いた作品である。

## あらすじ
雪の日の、中世ヨーロッパの戦争の中で、「火々里 かざね」と「クロノワールシュヴァルツ・シックス」が甲冑姿で闘い、「（不死の者である）我々が討ち合っても無意味であろうが」とクロノが言い、戦闘を中止する。この時、クロノがかざねにタバコを初めて教える。
その後、タンクが存在するヨーロッパの戦争でかざねは狙撃兵として、クロノはその指示役として戦争に参加する。
その後、共通の友人の葬式の場面でクロノは禁煙をする。かざねが学校の愛煙家の校長をしている場面で雪が降っており、「この季節になると私がたばこを吸い始めた頃を思い出す」と話す。「聞いてくださいよ、私が“彼”と出会ったのは...」と続ける。ここで“彼”が示すのは「クロノワールシュヴァルツ・シックス」であるととらえられる（しかし、“彼”とはタバコであるという含みも持たされている）。

## 登場人物
火々里 かざね（かがり かざね）
クロノワールシュヴァルツ・シックス